# Заружко Валерія Леонідівна
Валерія Леонідівна Заружко (нар. 2 грудня 1978, смт Новий Світ, Старобешівський район, Донецька область) — Народний депутат України VIII скликання. Голова Донецької обласної організації РПЛ.

## Життєпис
Має вищу освіту. У період виборів, згідно з інформацією Центральної виборчої комісії, працювала керуючим партнером агентства нерухомості "007", проживала в місті Донецьку. Включена до виборчого списку Радикальної партії Олега Ляшка на позачергових виборах народних депутатів України 2014 року під № 28. Безпартійна. У зв'язку з позбавленням депутатського мандата Андрія Артеменка, 7 грудня 2017 року набула депутатських повноважень.